# Lesotho na Mistrzostwach Świata w Lekkoatletyce 2019
Lesotho na Mistrzostwach Świata w Lekkoatletyce 2019 – reprezentacja Lesotho podczas mistrzostw świata w Doha liczyła tylko jedną zawodniczkę.

## Skład reprezentacji

### Kobiety
| Zawodniczka   | Konkurencja   | Eliminacje | Eliminacje | Półfinał | Półfinał | Finał | Finał   | Źródło |
| Zawodniczka   | Konkurencja   | Wynik      | Pozycja    | Wynik    | Pozycja  | Wynik | Pozycja | Źródło |
| ------------- | ------------- | ---------- | ---------- | -------- | -------- | ----- | ------- | ------ |
| Tsepang Sello | bieg na 800 m | DSQ        | DSQ        | NQ       | NQ       | NQ    | NQ      | [ 1 ]  |